# National Institute for Health Research
Il National Institute for Health and Care Research (NIHR) è un'agenzia governativa del Regno Unito che finanzia la ricerca nel campo della salute e dell'assistenza. È il più grande finanziatore nazionale per la ricerca clinica in Europa con un budget di oltre 1 miliardo di sterline nel 2015-2016. Il NIHR è stato istituito nel 2006 nell'ambito della strategia governativa Best Research for Best Health ed è finanziato dal Department of Health and Social Care.
Nel 2018, un articolo pubblicato su Public Health ha identificato che i trust del NHS con una maggiore attività di sperimentazione clinica adottata dal NIHR sono associati a livelli di mortalità ridotti.